# Ворожа сила
«Ворожа сила», або «Сили супротивника» (фр. Force ennemie) — науково-фантастичний роман французького письменника Джона-Антуана Но. Випущено друком 1903 року.

## Зміст
Поет Філіпп Велі прокидається у гумовій кімнаті, зачинений у божевільні, проте не пам'ятає чому, а також що передувало цьому. Виявляється, що він тут уже 2 тижні. Невдовзі поет закохується в Ірен, яка також перебуває в божевільні (будівлі навпроти, де мешкає Велі).
Згодом у його голові постійно звучить голос Кміхуана з планети Ткукра, який шукав притулку в тілі якогось землянина, щоб уникнути суворих умов життя на його батьківщині. Поступово Кміхуан оволодіває частиною тіла Велі.
У цей час зникає Ірен. Філіпп Велі намагається її відшукати. При цьому вимушений співіснувати з Кміхуаном. Побитий лікарями, поет втікає з психіатричної клініки і мандрує світом, шукаючи кохану. При цьому відбувається боротьба з іншопланетянином, що змушує робити вчинки, які Велі не схвалює. Протягом роману читач має для себе з'ясувати: чи справді головним героям заволодів чужинець або це лише психологічний розлад.

## Нагорода
За свій роман Но став першим лауреатом Гонкурівської премії (6 проти 4 членів журі проголосували на користь «Ворожої сили»).